# Elvira Nabioellina
Elvira Sachipzadovna Nabioellina (Russisch: Эльвира Сахипзадовна Набиуллина) (Oefa, 29 oktober 1963) is een Russische econome en sinds 24 juni 2013 voorzitster van de Centrale Bank van Rusland.

## Achtergrond en opleiding
Nabioellina is geboren in Oefa, in Basjkortostan, in het zuiden van Rusland. Etnisch behoort ze tot het volk van de Tataren, de grootste minderheid in Rusland. In 1986 studeerde ze af aan de economische faculteit van de Staatsuniversiteit van Moskou.

## Loopbaan
Tussen 1991 en 1994 werkte Nabioellina in Moskou bij de Russische Unie van industriëlen en Ondernemers, een organisatie die de belangen vertegenwoordigt van de ondernemers bij de overheid. In 1994 kreeg ze een functie bij het Ministerie van Economische Ontwikkeling en Handel, waar ze in 1997 was opgeklommen tot het niveau van viceminister. In 1998 vertrok ze en ging voor een periode van twee jaar werken bij Sberbank, de grootste algemene bank van het land. In 2000 keerde ze terug naar het ministerie. Tussen 2003 en haar benoeming tot minister in september 2007 was zij voorzitter van een raadgevend comité dat hielp bij de voorbereidingen op het Russische voorzitterschap van de Groep van Acht (G8) in 2006.
De Russische president Vladimir Poetin benoemde haar op 24 september 2007 tot minister van Economische Ontwikkeling en Handel, zij volgde Herman Gref op. Zij bleef in deze functie tot 21 mei 2012. Nadat Poetin voor een derde termijn tot president van Rusland was verkozen werd ze opgenomen in zijn kring van vertrouwelingen.
In 2013 werd Nabioellina benoemd tot hoofd van de Centrale Bank van Rusland, en werd daarmee de tweede vrouw na Tatjana Paramonova, die deze functie als waarnemend hoofd vervulde, en was daarmee de eerste Russische vrouw in de G8. In 2014 brak de crisis in Oost-Oekraïne uit, Rusland kreeg te maken met sancties en de olieprijs daalde sterk. De Russische economie dreigde in een recessie te belanden. In een poging de daling van de Russische roebel te stoppen, verhoogde ze de belangrijkste rentetarieven, liet de wisselkoers vrij zweven en hield de inflatie beperkt.
Het tijdschrift Euromoney riep haar uit tot governor van het jaar 2015. In 2017 koos het Britse tijdschrift The Banker Nabioellina ook als centrale bankier van het jaar in Europa. In 2019 plaatste Forbes haar op de 53e plaats van machtigste vrouwen ter wereld.
Nabioellina is sterk overtuigd dat de centrale banken hun beleid onafhankelijk van de politiek moeten blijven uitvoeren. Ze keert zich tegen een populistisch monetair beleid. Ze deed deze uitspraak nadat de Amerikaanse president Trump de Federal Reserve voorzitter Jerome Powell publiekelijk had aangevallen op zijn beleid.
In juni 2022 eindigt haar tweede termijn. Op 21 maart 2022 heeft president Poetin haar voorgedragen voor een nieuwe termijn van vijf jaar. Zij had de voorkeur om af te treden, maar Poetin heeft hiermee niet ingestemd.

## Intrestvoet voor leningen en de economie
In het conflict dat ontstond in Rusland tijdens de herfst van 2024 tussen de Centrale bank en de Russische bedrijfswereld, bij monde van Sergey Chemezov, die aandrong op de verlaging van de interestvoet van banken voor leningen (7,5 % in juli 2023 en 21 % in oktober 2024) die resulteert in 32 % intrestvoet voor commerciële leningen legde Nabioellina volgende verklaring af:

“Elke onderneming denkt: als ze me goedkoop geld geven, zal ik, zo niet de hele aarde, dan toch een belangrijk stuk van de economie, de industrie, omkeren, de arbeidsproductiviteit verhogen en zal de economie sneller groeien...Maar in een situatie waarin de economie oververhit raakt, waarin de werkloosheid voortdurend historische dieptepunten bereikt, is dit niet het geval.”
“(Als) de hele economie goedkoop krediet krijgt, dan krijgt het bedrijfsleven ook goedkoop krediet en kan het ook hogere lonen betalen. En er zal in feite een loonwedloop ontstaan zonder enige groei in arbeidsproductiviteit. En de groei zal niet versnellen in de economie als geheel.”